# Gepárd M6 Hiúz
A Gepárd M6 Hiúz egy magyar fejlesztésű öntöltő személyvédelmi rombolópuska, amely a Gepárd-fegyvercsalád hatodik tagja. A fegyver a legkorszerűbb szerkezeti anyagok és modern gyártástechnológia felhasználásával készült, továbbá elektrooptikai célzórendszerrel van felszerelve, amely gyors, kapásból történő lövések leadását is lehetővé teszi. A puska 730 mm-es csőhosszal rendelkezik, teljesen felszerelt harci tömege 11,4 kg (betárazott állapotban). A találati pontosság 300 méter távolságon is kiváló, jellemzően nem haladja meg a 0,9 szögpercet, ami kiemelkedő precizitást biztosít távcsöves lövésekhez.
Az első legyártott példánnyal 6000 lövést hajtottak végre mindenféle meghibásodás nélkül, amely jelentős fejlesztési mérföldkő volt. A legpontosabb regisztrált lövés során a fegyverrel egy 1 négyzetméteres célpontot 1600 méteres távolságból is sikerült eltalálni, különleges lőszerrel pedig még ennél nagyobb hatótávolság is elérhető. A fegyver kompatibilis mind a NATO szabványos .50 BMG (12,7×99 mm), mind az orosz 12,7×108 mm-es lőszerekkel, a teljesítmény a használt lőszer típusától is függ. A fegyver fejlesztése során felvetődött, hogy a csőhátrasiklás pontoságbeli problémákat okozhat, de ezt a gyártók tesztjei cáfolták, mivel a lövedék már elhagyja a csövet, mire a cső mozgása megkezdődik, így a találati pontosságot nem befolyásolja.
A rendszer kialakítása lehetővé teszi, hogy a felhasználó akár a harctéren, külön szerszám nélkül, 1-2 perc alatt átszerelhesse a fegyvert a kétféle kaliber között: egyszerűen kicserélhető a cső és a tár, minden más alkatrész azonos marad. Ez különösen előnyös kiképzéskor, amikor az olcsóbb orosz lőszerrel történik a gyakorlás, míg éles bevetésen, nagy távolságú célpontok ellen a minőségi NATO-lőszer használható. A fegyver ütése kisebb, mint a hasonló kaliberű fegyvereké, de ez nem jelent gyengébb teljesítményt, mert a csőhátrasiklásos rendszer hatékonyan elnyeli a visszarúgást, így kevésbé terheli meg a lövészt.
A nagy tűzerő következtében a zajterhelés jelentős, ezt a konstrukció nem tudja teljesen kiküszöbölni. A fegyver teljes hossza 1126 mm, betolt csővel pedig mindössze 926 mm, ami nagy előnyt jelent például ejtőernyős bevetésnél vagy gépjárműből történő kiszálláskor, mivel a cső egyetlen mozdulattal a helyére siklatható. Sok hasonló típushoz képest, mint például a Barrett modellek, a Gepárd M6 Hiúz könnyebb és kompaktabb, miközben megtartja a nagy kaliberű fegyverek előnyeit. Élettartama is kiemelkedő: míg más fegyverek jellemzően 5000 lövésre vannak tervezve, a Hiúz 6000 lövést is elvisel, ami hosszabb használhatóságot biztosít.
Egy bemutató során a Budapesti Amerikai Nagykövet és egy tábornok is elismerően nyilatkozott a fegyver specifikációiról, amelyek számos szempontból felülmúlták az amerikai haderő által rendszeresített modelleket. Ezt követően érkezett is megrendelés az Egyesült Államokból. A visszajelzések szerint a Hiúz puskát a katonák nagyra értékelik: pontos, könnyű, megbízható, erős, ugyanakkor használata kevésbé megterhelő a lövész számára. A gyártók óvatosak az exporttal kapcsolatban, különösen nem-NATO országok felé, mivel a fejlett technológia miatt nem kívánják, hogy a konstrukció illetéktelen kezekbe kerüljön.
Az USA-ból számos civil érdeklődő is szeretné megvásárolni a típust, de jelenleg csak NATO-tagállamok és Magyarország számára érhető el az értékesítés. A fejlesztések folyamatosak, a magyar vásárlók pedig előnyt élveznek, akár magánszemélyek, akár szervezetek. A gyártók remélik, hogy magyar versenyzők is sikerrel használják majd a fegyvert nemzetközi versenyeken, hozzájárulva a típus hírnevének terjesztéséhez.

## Újdonságok
- Kompakt, rendkívül könnyű kialakítás a gyors mozgáshoz és bevethetőséghez.
- Visszarúgást hatékonyan csökkentő csőhátrasiklásos rendszer, amely növeli a lövész komfortját.
- Integrált kamerarendszer a korszerű célzáshoz, digitális támogatással.
- Fejlett optikai célzórendszer és opcionális éjjellátó modul a nappali és éjszakai bevetésekhez.
- Ergonomikus kialakítás, amely lehetővé teszi a csípőből történő lövést, illetve gyors célváltást.
- Nyolc lőszeres tárkapacitású változat is elérhető, növelt tűzerővel.

## Műszaki adatok
- Teljes tömege 10–11,4 kilogramm (felszereltségtől függően), teljes hossza 1126 milliméter, betolt csővel 926 mm.
- Torkolati sebessége lőszerfüggően 780–870 m/s, páncéltörő képessége: 100 méterről 15 mm, 600 méterről 10 mm vastag acél.
- Tárkapacitás: 5 vagy 8 lőszer (változattól függően).
- Pontos találat álló célalakra akár 1600 méterig, hatásos lőtávolság: 2000 méter.
- A GEPÁRD család jelenleg legfiatalabb tagja, kis mérete és tömege miatt ideális nagy mozgékonyságot igénylő hadműveletekhez és különleges bevetésekhez.[1]

## Design
Az M6 Hiúz Bullpup kivitelű, vagyis a zár és a tár a markolat mögött helyezkedik el, így a fegyver összességében rövidebb a hagyományos kialakítású puskáknál, mint például a Barrett modellek. Ez jelentős előnyt jelent a manőverezhetőségben és a hordozhatóságban.
A bullpup kialakítás fő előnyei:
- Csípőből történő, gyors lövés lehetősége, ami különösen közelharcban vagy városi környezetben előnyös.
- Futás közben is gyorsan és biztonságosan cserélhető a tár.
- A rövidebb hossz miatt könnyebb szállítani, szűk helyeken is könnyen kezelhető.
- A fegyver gyorsan, akár 5 perc alatt szétszerelhető vagy átalakítható más kaliberre, például NATO .50 BMG-ről orosz 12,7×108 mm-re.
- Az M6 Hiúz stabil, megbízható működésű, szerkezeti kialakítása és teljesítménye sok szempontból felülmúlja a hasonló kaliberű konkurens fegyvereket.

## Felhasználása Országonként
| Ország | Modell   |
| ------ | -------- |
| India  | GM6 Lynx |

| Ország | Modell   |
| ------ | -------- |
| HUN    | GM6 Lynx |

| Ország | Modell   |
| ------ | -------- |
| GBR    | GM6 Lynx |
|        |          |

| Ország | Modell   |
| ------ | -------- |
| USA    | GM6 Lynx |

| Ország | Modell   |
| ------ | -------- |
| ROM    | GM6 Lynx |

| Ország | Modell   |
| ------ | -------- |
| CAN    | GM6 Lynx |